# Дюшеме
Дюшеме (от тур. döşeme – под, постелка, döşemek – постилам) е вид настилка за под на помещение. Представлява дълги прави дъски, изработени най-често от иглолистна дървесина (бор) или дъб. Използвало се е в строителството на къщи до средата на 20 век. В наши дни се използва по-рядко поради голямото количество дървесина, нужна за направата му, а и защото постепенно навлизат нови материали като ламинирани плочи от дървесни частици (ПДЧ) и др.
Дъската на дюшемето е обикновено с дължина 2 до 4 метра (по възможност според размера на помещението), широчина 8 – 12 см и дебелина 3 – 5 см. По дългите страни има нут и перо, чрез които се захваща за съседните дъски. Обработва се горната част на дъската. Реденето се започва от дъното на помещението към изхода.